# Kenton Couse
Kenton Couse (1721 – 10 ottobre 1790) è stato un architetto britannico, che è stato segretario del Board of Works dal 1775 al 1782.

## Biografia
Egli è stato allievo di Henry Flitcroft il cui patronato gli valse l'ottenimento di vari posti nell'Office of Works. La sua opera più famosa è senz'altro la ristrutturazione dell'edificio sito al 10 Downing Street, realizzata fra il 1766 ed il 1775.